# Théâtre de Nanning (métro de Nanning)
La station du théâtre de Nanning (chinois : 南宁剧场站 / pinyin : Nánníng jùchǎng zhàn / zhuang : Camh Namzningz Gicangz / anglais officiel : Nanning Theater station) est une station de la ligne 2 du métro de Nanning. Elle est située de part et d'autre du boulevard Xingguang et de la rue Yunju, dans le district de Jiangnan de la ville de Nanning, en Chine.
Ouverte en 2017, elle comprend cinq entrées et une seule plateforme.

## Situation sur le réseau

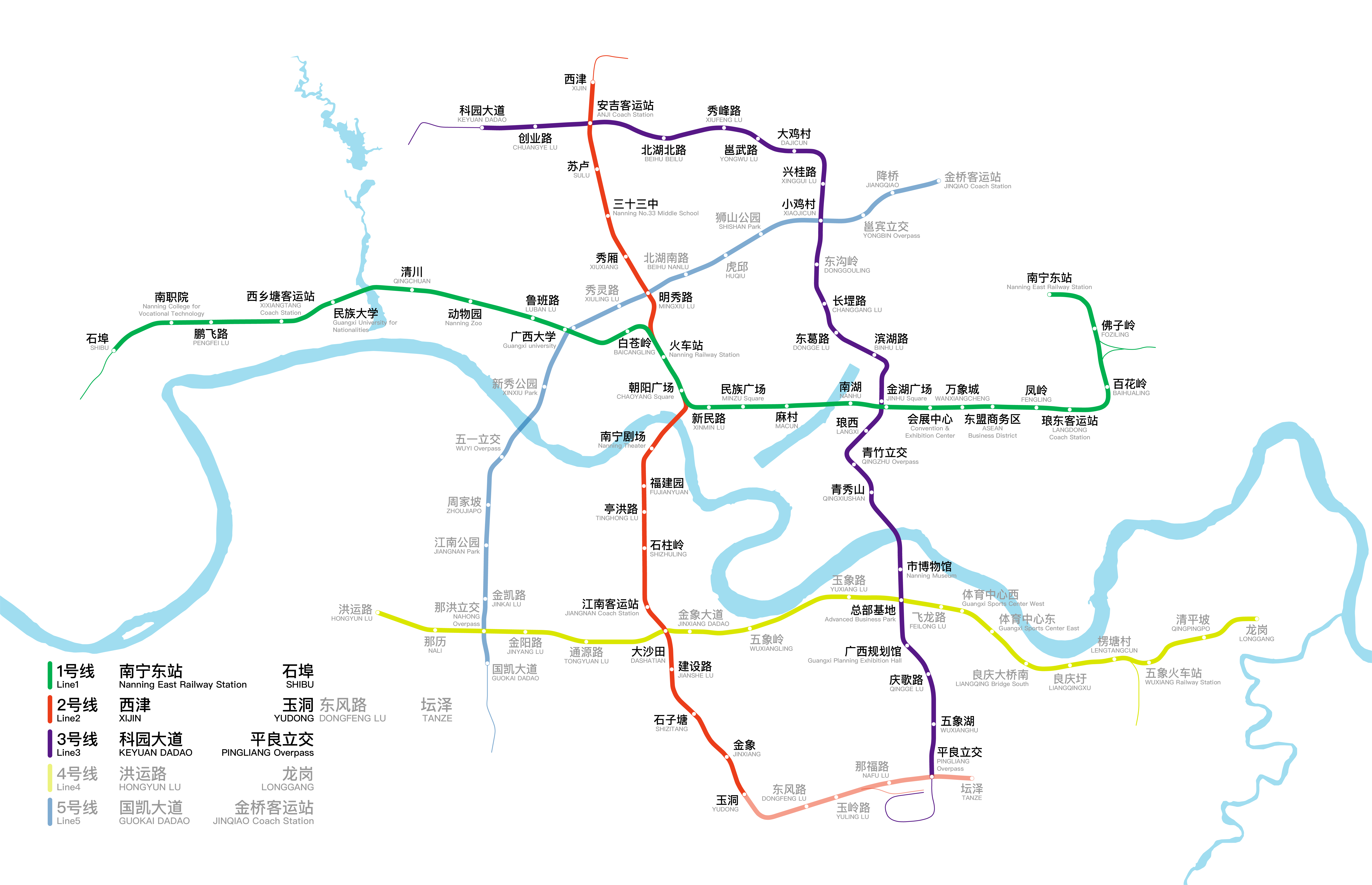
Plan du métro.

Établie en souterrain, Théâtre de Nanning est située sur la ligne 2 du métro de Nanning, entre la station Place Chaoyang (zh), en direction du terminus nord Xijin (zh), et la station Fujianyuan (zh), en direction du terminus sud Tanze.

## Histoire
Le tracé de la ligne est décidé en juin 2014, avec une première phase comprenant 18 stations pour 21,2 kilomètres, coûtant environ 15.5 milliards de yuans. Le 8 mars 2017, un ouvrier meurt dans la portion du chantier entre Théâtre de Nanning et Place Chaoyang. La ligne ouvre officiellement le 28 décembre 2017 avec 17 autres stations.

## Services aux voyageurs

### Accès et accueil
Située de part d'autre du boulevard Xingguang (星光大道) et de la rue Yunju (云举路), la station est accessible tous les jours, par cinq entrées différentes. La sortie A comprend un ascenseur pour personnes handicapées. Outre ses sorties à la surface, la station compte trois étages souterrains, le premier composé des services et de la salle d'attente, le second de la salle d'équipement et le troisième du quai central.
Station souterraine, elle dispose de quatre niveaux :
| Niveau 0   | Entrées et sorties                     | Entrées et sorties                                         |
| Sous-sol 1 | Salle d'accueil                        | Service à la clientèle, boutiques et guichet libre-service |
| Sous-sol 2 | Salle d'équipement                     |                                                            |
| Sous-sol 3 |                                        | Ligne 2 Voie 1 : En direction de Xijin (zh)                |
| Sous-sol 3 | Quai central                           |                                                            |
| Sous-sol 3 | Ligne 2 Voie 2 : En direction de Tanze |                                                            |

### Desserte
Les premiers et derniers trains à direction de Xijin sont à 6h52 et 23h29 et ceux à direction de Tanze sont à 6h42 et 23h18.

### Intermodalité
La station est desservie par les lignes 5, 9, 21, 31 et 31B du réseau d'autobus de Nanning.

## À proximité
| Numéro                                         | Destinations proches |
| ---------------------------------------------- | --- |
| Sortie A                                       | Bank of China, quartier Yinxing (银兴小区), Dortoirs du gouvernement municipal de Nanning (南宁市人民政府宿舍), Dortoirs du bureau de la Sécurité publique (公安局宿舍), Hôtel Nanning Huimei (南宁汇美酒店) |
| Sortie B1                                      | Terrains de tennis du bureau des Sports du Guangxi (广西体育局网球馆), Guangxi Beibu Gulf Bank (zh), Nanning Jiangnan Guomin County Bank (国民村镇银行), quartier du Jardin Taifu (泰富花园小区), édifice Taifu (泰富大厦), édifice Jinqiu (金秋大厦), Hôtel Rujia Bianjie (如家便捷酒店)                                                            |
| Sortie B2                                      | Centre communautaire des Vétérans du bureau des Sports du Guangxi (广西壮族自治区体育局老干部活动中心), Centre d'entraînement de Jiangnan du bureau des Sports du Guangxi (广西壮族自治区体育局江南训练基地), China Everbright Bank, Guilin Bank, Hôpital de traumatologie du sport du Guangxi (广西体育运动创伤专科医院), édifice Julong (巨隆大厦) |
| Sortie C                                       | Entrée fermée |
| Sortie D                                       | Bibliothèque municipale (南宁市图书馆), École secondaire no. 10 (南宁市第十中学), garderie Tongxin (童心幼儿园), Théâtre de Nanning (南宁剧场), quartier Jiangnan Wuzi (江南物资住宅小区), Jiangnan Shangri-La Shopping Plaza (江南香格里拉商业广场)                                                                                                 |
| Légende： Ascenseur pour personnes handicapées | |